# آپردوز
آپردوز (به هلندی: Opperdoes) یک منطقهٔ مسکونی در هلند است که در میدم‌بلیک واقع شده‌است. آپردوز ۱٬۸۶۰ نفر جمعیت دارد.